# 퀀타매트릭스
퀀타매트릭스(QuantaMatrix Inc.)는 대한민국의 체외진단 의료기기 제조 기업이다. 본사는 서울 금천구 가산디지털1로 131, B동 16층 (가산동,비와이씨하이시티)에 위치해 있으며 대표이사는 권성훈이다. 상급종합병원과 검사수탁기관을 대상으로 체외진단 의료기기와 시약을 연구개발, 생산, 판매하는 사업을 영위한다

## 상장
2020년 12월 9일에 주관사를 미래에셋대우로 공모가 25,500원(희망 공모가밴드 1만 9,700~2만 5,500원)에 코스닥 시장에 상장하였다. 

## 참고문헌
1. ↑  퀀타매트릭스, 신속 항균제 감수성 통합검사 솔루션 ‘차세대 세계일류상품’ 선정, 팜뉴스, 2023년 11월 10일
2. ↑  퀀타매트릭스, 인공지능 기반 신속 항균제 감수성 통합검사 솔루션 ‘차세대 세계일류상품’ 선정, AI타임즈, 2023년 11월 12일
3. ↑  퀀타매트릭스, 알츠하이머 조기진단 보조키트 신의료기술평가 돌입, 히트뉴스, 2023년 7월 24일
4. ↑  구완서, 한국IR협의회 기술분석보고서-퀀타매트릭스, 2021년 6월 24일